# Baccio d'Agnolo
Baccio d'Agnolo (nome real Bartolomeo d'Agnolo Baglioni; Florença, 19 de maio de 1462 — Florença, 6 de março de 1543) foi um arquiteto e escultor italiano.

## Escultor

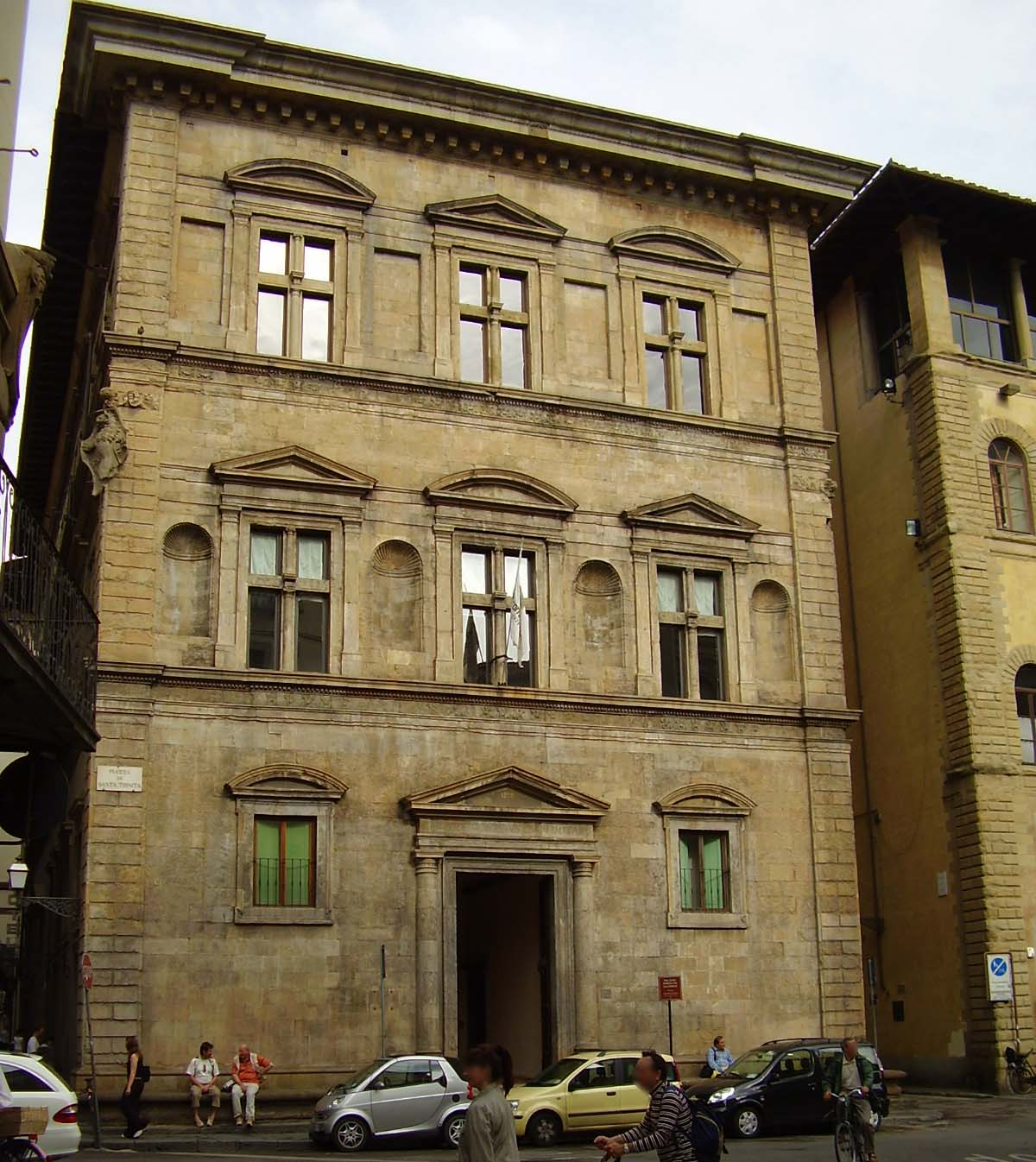
Palazzo Bartolini Salimbeni em Florença, considerada a obra de ruptura entre o Renascimento e o Maneirismo na arquitetura civil florentina

Baccio é abreviatura de Bartolomeo, e d'Agnolo refere-se a Angelo, o nome de seu pai. Ele começou como entalhador em madeira, atividade que aprendeu sob a orientação de seu pai e na oficina deste teve ainda a oportunidade de conhecer as obras de Giuliano da Maiano e de Bernardo della Cecca.
Entre 1491 e 1502 fez grande parte da escultura decorativa da igreja de Santa Maria Novella e do Palazzo Vecchio, em Florença.

## Arquiteto
Depois de ter adquirido fama como escultor, d'Agnolo parece ter virado a sua atenção para a arquitetura, e ter estudado em Roma, embora a data exata seja incerta; mas, no início do século XVI, esteve envolvido com o arquiteto Simone del Pollaiolo na restauração do Palazzo Vecchio, e em 1506 foi contratado para completar o tambor da cúpula da igreja de Santa Maria del Fiore. Este último trabalho, no entanto, foi interrompido por conta de críticas negativas de Michelangelo, e permaneceu não concluído.
Baccio d'Agnolo planejou também a villa Borgherini e o Palazzo Bartolini, assim com outros belos palácios e villas. O palácio Bartolini foi a primeira casa a receber frontispícios de colunas para a porta e janelas, anteriormente confinados às igrejas; d'Agnolo foi ridicularizado pelos florentinos por sua inovação.
Outro trabalho seu muito admirado foi o campanário da igreja do Espírito Santo. Seu estúdio era frequentado pelos artistas mais célebres da época, Michelangelo, Andrea Sansovino, os irmãos Antonio da Sangallo, o Velho e Giuliano da Sangallo e o jovem Rafael. Morreu em Florença em 1543, deixando três filhos, todos arquitetos, sendo o mais conhecido Giuliano di Baccio d'Agnolo.
Giorgio Vasari incluiu Baccio no volume IV de sua Vite.